# 下剋上受験
『下剋上受験』（げこくじょうじゅけん）は、「にほんブログ村」中学受験ブログランキングで閲覧数第1位の桜井信一が、自身の経験をノンフィクションで書き下ろした書籍である。
2014年7月18日に産経新聞出版から単行本が刊行された。2016年12月22日には、桜井家のその後を描いた「文庫版あとがき」と「桜井佳織より」を収録した文庫版が出版された。
2017年1月にTBSでテレビドラマ化された。

## あらすじ
中卒の父母と、偏差値41の娘が、進学塾へも行かず、親子二人三脚で最難関私立中学の桜蔭中学校合格を目指す姿を描く。

## テレビドラマ
2017年1月13日から3月17日まで毎週金曜22時 - 22時54分に、TBSテレビ系の「金曜ドラマ」枠で放送された。主演は阿部サダヲ。
キャッチコピーは「両親は中卒、それでも娘は最難関中学を目指した！」。

### キャスト

#### 桜井家
桜井 信一（さくらい しんいち）〈40→42〉
演 - 阿部サダヲ
主人公。佳織の父。最終学歴は中学卒業。当初は佳織の受験に否定的であったが、熱意を目の当たりにして理解を示すようになる。その後は、佳織の受験勉強に専念するためにスマイベスト不動産を退職した。
桜井 香夏子（さくらい かなこ）〈33→35〉
演 - 深田恭子
佳織の母。信一の妻で元ギャル。信一同様最終学歴は中学卒業。信一に代わってスマイベスト不動産に勤め始める。
桜井 佳織（さくらい かおり）〈10→12〉
演 - 山田美紅羽
信一・香夏子の娘。小学校5年生。私立の中学校進学を目指し勉強に勤しむ。その中で家族や友人との衝突や葛藤を通じ、人間的にも成長する。
桜井 一夫（さくらい かずお）〈65→67〉
演 - 小林薫
信一の父で大工。一夫も中卒。

#### スマイベスト不動産
楢崎 哲也（ならざき てつや）〈33→35〉
演 - 風間俊介
信一の会社の後輩。東西大学卒業。
長谷川 光秀（はせがわ みつひで）
演 - 手塚とおる
部長。

#### 徳川家
徳川 直康（とくがわ なおやす）〈40→42〉
演 - 要潤
東京大学卒業。大企業「トクガワ開発」二代目社長。信一の元同級生。
徳川 麻里亜（とくがわ まりあ）〈10→12〉
演 - 篠川桃音
直康の娘。佳織の小学校に転校してきた。
芳江
演 - 山野海
家政婦。

#### 佳織が通う小学校
小山 みどり（こやま みどり）〈24→26〉
演 - 小芝風花
佳織が通う小学校の担任の先生。
リナ
演 - 丁田凛美
佳織の同級生、ゼロ点シスターズ
遠山 アユミ
演 - 吉岡千波
佳織の同級生、ゼロ点シスターズ
大森 健太郎
演 - 藤村真優
佳織の同級生

#### 信一の飲み仲間
松尾（まつお）〈40→42〉
演 - 若旦那
信一の地元仲間で、居酒屋店主。
竹井（たけい）〈40→42〉
演 - 皆川猿時
信一の地元仲間で、理容師。
梅本（うめもと）〈40→42〉
演 - 岡田浩暉
信一の地元仲間で、酒屋。
杉山（すぎやま）〈38→40〉
演 - 川村陽介
信一たちの後輩で、大工の一夫の弟子。

#### その他
山之内 賢太
演 - 野間口徹
「羽柴進学塾」受付担当。
黒崎
演 - 菊田大輔
麻里亜の家庭教師。

#### ゲスト
第1話
- 安西 恭子 - 山下容莉枝

第2話
- 樋口先生 - 津田寛治

第4話
- 大河原 - 岡山天音

第5話
- 中津川晴美 ‐ 黒坂真美

第7話
- 朝比奈医師 ‐ 佐野史郎
- 矢崎 多恵 ‐ 金沢きくこ
- 大久保先生 - 石井大裕

第8話
- 大家・田畑さん - 村松利史
- 稲森 久美子 - 青山知可子

最終話
- トークイベント＆サイン会の司会者 - 赤江珠緒

### スタッフ
- 原作 - 桜井信一『下剋上受験』（産経新聞出版）
- 脚本 - 両沢和幸
- 音楽 - 出羽良彰
- 演出 - 福田亮介、吉田秋生
- プロデューサー - 渡辺良介、八木亜未
- 主題歌 - 斉藤和義「遺伝」（スピードスターレコーズ）[5]
- 教材協力 - 馬渕教室
- 製作著作 - 大映テレビ、TBS

### 放送日程
| 放送回                                                                       | 放送日  | サブタイトル                                           | 演出     | 視聴率 |
| ---------------------------------------------------------------------------- | ------- | ------------------------------------------------------ | -------- | ------ |
| 第1話                                                                        | 1月13日 | 親子の愛と努力の感動500日 人生大逆転を賭けた夢への挑戦 | 福田亮介 | 10.9%  |
| 第2話                                                                        | 1月20日 | 俺が塾をやる理由!? 秘められた娘の本心                  | 福田亮介 | 10.6%  |
| 第3話                                                                        | 1月27日 | 家庭訪問で大バトル中学受験は親の見栄!! 娘の願い        | 吉田秋生 | 7.4%   |
| 第4話                                                                        | 2月03日 | 私も家族の役に立つ! 母の決心と旅人算                   | 吉田秋生 | 9.0%   |
| 第5話                                                                        | 2月10日 | 妻は就職! 夫は主夫! 娘は勝負の全国模試!                | 福田亮介 | 8.1%   |
| 第6話                                                                        | 2月17日 | 俺の娘を泣かせるな! 父VS父の代理戦争                   | 福田亮介 | 8.1%   |
| 第7話                                                                        | 2月24日 | 遺伝するのは魂だ! 娘の反抗期対処法!                    | 吉田秋生 | 7.4%   |
| 第8話                                                                        | 3月03日 | スランプ脱出!絶対に諦めない家族の絆                    | 吉田秋生 | 5.0%   |
| 第9話                                                                        | 3月10日 | 入試本番涙のクライマックスへいざ出陣                   | 福田亮介 | 7.1%   |
| 最終話                                                                       | 3月17日 | 勉強で人生が変わる!奇跡の合格発表                      | 福田亮介 | 8.0%   |
| 平均視聴率 8.2% （視聴率はビデオリサーチ調べ、関東地区・世帯・リアルタイム） |         |                                                        |          |        |